# Agnieszka Czopek
Agnieszka Czopek (n. 9 ianuarie 1964, Krzeszowice, voievodatul Polonia Mică, Polonia) este o înotătoare ce a reprezentat Polonia, medaliată olimpică. A participat la o ediție a Jocurilor Olimpice (1980) în care a câștigat o medalie de bronz.

## Participări
Lista de mai jos prezintă principalele competiții la care a participat Agnieszka Czopek de-a lungul carierei.
- swimming at the 1980 Summer Olympics – women's 400 metre individual medley[*]